# Falaise-Sud (tổng)
Tổng Falaise-Sud là một tổng thuộc tỉnh Calvados trong vùng Normandie.

## Hành chính
| Danh sách các tổng ủy viên             |            |                     |                |         |
| Giai đoạn                              | Giai đoạn  | Tên                 | Đảng           | Tư cách |
| 2004                                   | avril 2005 | Denis Delasalle (1) | PS             |         |
| 23 tháng 3                             | actuel     | Claude Leteurtre    | Nouveau Centre | Député  |
| Tất cả các dữ liệu trước đây không rõ. |            |                     |                |         |

(1) Bầu hàng năm bởi Hội đồng nhà nước

## Các đơn vị trực thuộc
| Xã                | Dân số    | Mã bưu chính | Mã insee |
| ----------------- | --------- | ------------ | -------- |
| Damblainville     | 189       | 14620        | 14216    |
| Eraines           | 228       | 14700        | 14244    |
| Falaise           | 8 434 (1) | 14700        | 14258    |
| Fresné-la-Mère    | 417       | 14700        | 14289    |
| La Hoguette       | 573       | 14700        | 14332    |
| Pertheville-Ners  | 209       | 14700        | 14498    |
| Versainville      | 389       | 14700        | 14737    |
| Villy-lez-Falaise | 229       | 14700        | 14759    |

(1) một phần của xã.